# Скакун элегантный
Скакун элегантный (лат. Cephalota elegans) — вид жуков из подсемейства скакунов семейства жужелиц.

## Описание
Длина тела 12-15 мм. Верх тела медного или бронзово-зелёного цвета с белым рисунком на надкрыльях, который достаточно изменчив и может быть редуцирован. Ноги и низ тела с металлическим блеском. Голени красно-бурые, лапки с более или менее металлическим блеском. Голова с длинными зазубренными мандибулами. Верхняя губа с выступающим срединным зубцом на переднем краю.

## Биология
Типичный галофил, предпочитающий голые типичные солончаки. Жуки обитают на степных участках, солончаках, на участках без растительности. Встречается с конца мая до сентября. Максимальная численность жуков отмечается в июле — августе. Хорошо летают и быстро бегают. Активны днём особенно в период с 10 до 17 часов. К вечеру жуки перемещаются с голых участков в прилегающую к ним растительность. Жуки и личинки являются активными хищниками — питаются наземными насекомыми и их личинками. Личинки живут в вертикальных норках глубиной не более 30 см. Жизненный цикл длится от 12 до 24 и иногда более месяцев. Зимуют личинки 3-го возраста, реже — взрослые жуки.

## Ареал
Европейско-сибирский степной вид. Юг Восточной Европы, Крым, Казахстан, юг Западной и Восточной Сибири, Прибайкалье, Туркмения.